# Луковица (Чагорская сельская община)
Лу́ковица (укр. Луковиця) — село в Чагорской сельской общине Черновицкого района Черновицкой области Украины.
До 2020 года входило в Глыбокский район
Население по переписи 2001 года составляло 1412 человека. Почтовый индекс — 60416. Телефонный код — 3734. Код КОАТУУ — 7321083601.